# Giddalūr
Giddalūr är en ort i Indien.   Den ligger i distriktet Prakasam och delstaten Andhra Pradesh, i den södra delen av landet, 1 500 km söder om huvudstaden New Delhi. Giddalūr ligger 272 meter över havet och antalet invånare är 28 142.
Terrängen runt Giddalūr är huvudsakligen platt, men norrut är den kuperad. Runt Giddalūr är det ganska tätbefolkat, med 111 invånare per kvadratkilometer. Giddalūr är det största samhället i trakten. Omgivningarna runt Giddalūr är en mosaik av jordbruksmark och naturlig växtlighet.